# 阿里亚诺法令

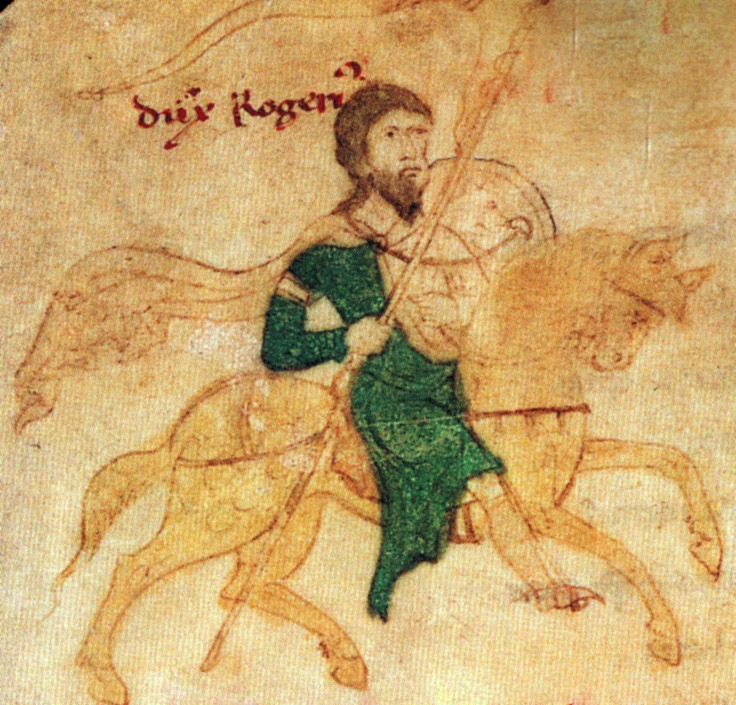
阿里亚诺法令手稿上的罗杰二世

阿里亚诺法令是西西里国王罗杰二世在1140年夏天贝内文托附近的阿里亚诺颁布的一系列的王国法律，在平息了近年国内不断的叛乱后，罗杰二世决定建立一个更加集权的政府。法令旨在建立起一个庞大的西西里官僚制并设法将封建制度严格控制在王室之下。它包含了四十多项条文，涉及当时几乎所有的法律议题：私有财产、公共财产、教会、民法、王室财政和军队。阿里亚诺法令在当时无疑是先进的，它不但来源于诺曼和法兰西，也源自穆斯林和拜占庭（尤其是查士丁尼法典）的法学理论。
1140年上半年，罗杰二世就在巴勒莫精心准备法令的编纂工作。尽管首都的立法工作还在继续，但罗杰二世在同年七月前往阿普利亚公爵领首府萨莱诺，然而又来到布鲁齐，在那里他视察了他的儿子们：小罗杰和阿方索，阿普利亚公爵和卡普亚亲王。诺曼人现在已经完全统治了南亚平宁半岛，这为这项伟大法令的诞生奠定了基础。
法令申明国王是西西里王国的唯一立法者，他同时享有世俗权和教会权（因为他拥有来自教宗授予的继承权）。所有的西西里人都是平等的，遵守相同的法律，无论是拉丁人、希腊人、犹太人，或是穆斯林、诺曼人、伦巴第人、阿拉伯人。法令将叛国罪处以死刑。其他暴力犯罪也有详细说明：在战场上退缩怯懦、武装暴乱或拒绝拥护国王及其盟友。在宗教上，基督异端和叛教者被剥夺权利，主教不能出庭上诉，国王凌驾于宗教与一切事务之上。在军事上，骑士阶级被提高门槛，如果不是骑士血统，则不能成为骑士。最后，法条并没有忽视平民。它要求平民受到公正对待，不能被他们的领主过度压迫。
罗杰二世在阿里亚诺最后的政令就是在全国发行了达克特（货币），一种低质的货币标准，他的名称来源于公爵一词。这些硬币虽然主要是铜和一些银铸造而不是后来发行的金币，但其重要性仍然迅速增长.
阿里亚诺法令现在保存下了两份手稿，虽然彼此略有不同，但仍然有部分遗漏的内容尚不清楚。这些手稿在1856年的梵蒂冈宗座档案馆和卡西诺山被发现。
虽然尚不知晓罗杰二世是在何时何地将阿里亚诺法令作为正式法律颁布的，但是西西里王国国力确实被这一系列法律所巩固加强。据推测这些法律颁布大概在1140年左右，因为在此之后才有官方记载被发现，此前这些法律只是偶尔出现。
这个时候，阿里亚诺法令颁布了重要法条诸如军事，附庸义务，国家条约和立法活动。只不过法令是由主教和贵族共同完成的，而不是所有人都能参与的“立法大会”。
在两份保存下来的阿里亚诺法条手稿中，最完整的是梵蒂冈宗座档案馆的拉丁文8782版，里面内容可以追溯到十二世纪末，包含法令序言及四十四项法条。其次是卡西诺山图书馆保存的468版，它的内容始于13世纪上半叶。尽管卡西诺手稿只是流传下来的节选本，但是它还包含一些增加的内容以及梵蒂冈手稿中没有的另外七项法条。
阿里亚诺法令提供了第一个基于罗马法（查士丁尼民法典）的领地立法的案例，正如“实践比纯学术上重新发现罗马法更为重要”。罗杰二世以罗马皇帝们为标榜同样表明他的雄心壮志。阿里亚诺法令只涉及了部分法律：教会法，公共法，婚姻法和刑法。与之并行的习惯法仍然有效，除非它与阿里亚诺法令相矛盾。这样做的理由是“因为我们统治着不同的族群”。因此，立法者显然是有意识的统治着一个多民族国家，尽管只是在不与他统治相抵触的范围内，但他仍然尊重各个族群的特性。